# Serpophaga cinerea
Serpophaga cinerea là một loài chim trong họ Tyrannidae.